# Filadélfia, Bahia
Filadélfia este un oraș în Bahia (BA), Brazilia.